# 1332년

## 연호
- 원(元) 지순(至順) 3년
- 일본(日本) 다이카쿠지통(大覺寺統) 겐코(元弘) 2년
- 일본(日本) 지묘인통(持明院統) 겐토쿠(元徳) 4년 / 쇼쿄(正慶) 원년
- 쩐 왕조(陳朝) 카이흐우(開佑) 4년

## 기년
- 원(元) 문종(文宗) 복위 4년 / 영종(寧宗) 원년
- 고려(高麗) 충혜왕(忠惠王) 2년
- 쩐 왕조(陳朝) 헌종(憲宗) 4년

## 사건
- 충혜왕이 정사를 돌보지 않고 방탕한 생활하다가 왕의 자리에서 잠시 물러남.
- 충숙왕이 왕의 자리에서 다시 돌아옴.

## 탄생
- 5월 27일 - 중세 이슬람 역사가,정치가 이븐 할둔